# Pectus excavatum
El pectus excaatum, pectus excavatum o tórax en embudo es una deformidad de la caja torácica caracterizada por pecho hundido en la región del esternón. 
La probabilidad del pectus excavatum depende de la gravedad del caso. Aproximadamente, una de cada 400 personas en el mundo presentan esta malformación, se desarrolla durante la adolescencia y el crecimiento.

## Etiología
Se ha propuesto como principal teoría que su origen etiológico se debe a un excesivo desarrollo de los cartílagos inferiores junto con fibrosis anterior del diafragma.

## Cuadro clínico
El tercio inferior del esternón y los cartílagos centrales se encuentran comprimidos. Generalmente es simétrico y tiene un diámetro anteroposterior disminuido. Se puede detectar al nacer, pero al ser progresivo, se hace más evidente con la edad. Suele ser una malformación familiar, se da con mayor frecuencia en varones.
El paciente se caracteriza por tener el tórax excavado, los hombros inclinados hacia delante y redondeados, una barriga prominente, una cifosis marcada y a veces asimetría mamaria. Los latidos son visibles y en muchas ocasiones hay soplos, se recomienda practicar deportes.

## Técnicas de imagen
La técnica habitual para evaluar el grado de deformidad es el escáner TAC (tomografía axial computarizada), si bien se ha propuesto como alternativa la RMN (resonancia magnética nuclear). En la radiografía de tórax antero-posterior el corazón aparece desplazado a la izquierda (la desviación izquierda también se aprecia en el EKG), en la lateral se observa la malformación.

## Complicaciones
Tiene distintas complicaciones respiratorias, el sujeto tiene cierta predisposición a sufrir procesos congestivos e infecciones broncopulmonares. Además de las respiratorias, también presentará habitualmente una disminución de talla y peso, aparición notable de ojeras y fatiga constante en el cuerpo junto con un menor gasto cardíaco y desarrollo muscular. Un 80% de los pacientes con pectus exvacatum presentan algún grado de compresión cardíaca, afectando el funcionamiento de los pulmones y el corazón, lo que produce intolerancia al ejercicio o fatiga. A todo esto hay que añadir las consecuencias estéticas obvias del cuadro que pueden llegar a originar daños psicológicos.

## Tratamiento no invasivo

### Tratamiento de Campana de Vacío
Una alternativa a la cirugía, el Vacuum-Bell, se describió por primera vez en el año 2006. Consiste en un dispositivo en forma de cuenco que se coloca exactamente por encima de la zona más hundida de la deformidad torácica; a continuación, se procede a extraer el aire mediante el uso de una bomba manual (se recomienda también utilizar un manómetro de vacío para poder medir con precisión la fuerza de la presión negativa). El vacío creado por la extracción del aire eleva el esternón hacia arriba disminuyendo temporalmente la gravedad de la deformidad. El uso diario y durante las horas indicadas respectivo a cada caso particular en el tratamiento con la campana de vacío, puede lograr una mejoría en el pectus excauatum a medio-largo plazo (variable en función de la flexibilidad del tórax del paciente).
Se requiere aproximadamente 1 año para evaluar la respuesta del paciente al tratamiento y 2 años más de uso después de la corrección completa del pectus excauatum para que sea permanente.
Se ha propuesto como la principal alternativa ante la cirugía, sobre todo en casos de leve-media gravedad y que no precisen urgencia.
También tiene una aplicación intraoperatoria; gracias a ella podemos elevar el tórax (separándolo de los órganos intratorácicos) y así disminuir de manera importante la probabilidad de complicaciones en el quirófano, como por ejemplo la inserción de la barra metálica en la Técnica de Nuss.

### Tratamiento de Ortesis
Es un tratamiento desarrollado por el ortopedista brasileño Sydney Haje, se trata de un protocolo no quirúrgico para el tratamiento tanto del pectus excauatum como del pectus carinatum. 
El método implica usar ortesis compresiva combinada con un protocolo de ejercicios, principalmente respiratorios.
Los casos más leves pueden ser tratados con chalecos ortopédicos tipo corsé.

### Tratamiento de Mini-Mover Magnético
El Procedimiento de Mini-Mover Magnético (3MP), es una técnica que se utiliza para corregir el pectus excauatum mediante el uso de dos imanes que buscan realinear él esternón con el resto de la caja torácica. Durante una intervención mínimamente invasiva se inserta un imán de 1 centímetro en el extremo inferior del esternón, el otro se va a colocar de manera externa en un aparato ortopédico personalizado que el paciente deberá llevar con el. Estos dos imanes generan alrededor de 0.04 Tesla (T) para mover lentamente el esternón hacia afuera durante varios años. El campo magnético máximo que se puede aplicar al cuerpo de forma segura son 4T, lo que hace que esta técnica sea segura desde un punto de vista magnético. Las principales ventajas de la técnica 3MP son que es más rentable que lo abordajes quirúrgicos importantes como la técnica de Nuss y es considerablemente menos doloroso después de la cirugía. 
Su eficacia se limita de niños hasta la adolescencia tardía ya que mientras las personas envejecen su tórax se vuelve más rígido y por lo tanto existe menos respuesta al tratamiento.

## Tratamiento quirúrgico
La intervención quirúrgica está indicada cuando la solicita el paciente o cuando compromete de forma severa el funcionamiento cardiopulmonar. Habitualmente estos pacientes se encuentran en un rango de edad entre los 4-5 años (menos frecuentes) y entre los 18-20 años. Salvo casos excepcionales, no se recomienda la intervención en edades tempranas, pues el sistema óseo aún no está consolidado. Existen diversas técnicas quirúrgicas para corregir la malformación, la de Ravitch, la de Nuss y la Taulinoplastia fundamentalmente.

### Técnica Ravitch
La condroesternoplastia es una cirugía invasiva que fue desarrollada por Mark Ravitch en la década de los años 1950 para tratar esta deformación. El abordaje quirúrgico en la mujer se realiza mediante una incisión inframamaria, mientras que en el varón se realiza esternal medial, para llegar al cartílago afectado. Se fractura el esternón hacia afuera y entonces se fija en la posición correcta por la línea de fractura, se coloca una placa de metal por detrás del esternón para mejorar la fijación y que no se hunda.

### Técnica Robicsek
Esta técnica fue desarrollada en 1965 por Francis Robicsek. La cirugía debe ser planificada de manera personalizada de acuerdo a la extensión y ubicación de la deformidad del paciente. La operación comienza con una incisión de entre 4 a 6 centímetros, en el esternón. Luego, los músculos pectorales mayores se separan del esternón. Usando como guía el límite superior de la depresión estrena los cartílagos deformados se eliminan uno por uno mediante una disección cortante y roma. A continuación, se agarra la punta inferior del esternón con un clip de toalla y mediante disección roma se libera de las conexiones del tejido con el pericardio y la pleura. Luego, el esternón se dobla con fuerza hacia adelante a la posición deseada. Para que el esternón se siga manteniendo en esa posición, se coloca un trozo de malla debajo del esternón movilizado y se sutura bilateralmente con tensión moderada a los muñones de las costillas. Los músculos pectorales se unen frente al esternón y la herida se cierra. El procedimiento de Robicsek es un procedimiento de una sola etapa, es decir que no es necesaria una segunda cirugía para extraer el soporte del esternón como en las demás técnicas.
Esta técnica se considera menos invasiva que la técnica de Ravitch pero más que la técnica de Nuss, la tasa de recaída con esta técnica es bastante alta debido a la memoria del cartílago y el hueso.[cita requerida]

### Técnica Nuss
Esta técnica, desarrollada en la década de los años 1980 por Donald Nuss, se considera menos invasiva. Tras introducir la cámara en la cavidad torácica se atraviesa el tórax con una vara que penetra por un pequeño orificio en el hemitórax y tras pasar bajo el esternón se saca por otro orificio en el hemitórax contrario, todo ello dirigido por videotoracoscopia. Tras esto, se coloca una cinta o guía que marcará el camino para la colocación de la prótesis, también dirigida por toracoscopia. La prótesis tiene la misma concavidad que el tórax, por lo que al girarla 180° el esternón protruye, eliminándose la excavación del tórax y desapareciendo la malformación. La prótesis queda fijada por sujeciones laterales y deberá permanecer puesta durante tres años, una vez cumplido este periodo se puede extraer sin correr riesgos de Recaída.

### Prótesis a medida
Las prótesis a medida permiten tratar el Pectus excauatum desde un punto de vista puramente morfológico, “rellenando” la deformación, sin tocar a la caja torácica. El implante es diseñado a partir del CT scan del tórax del paciente, utilizando las tecnologías 3D. Se fabrica con un caucho de silicona polimerizada de grado médico.
La intervención se desarrolla bajo anestesia general. El cirujano realiza una incisión medial vertical, desinserta los músculos pectorales, prepara la cavidad al tamaño del implante. El implante es deslizado en la cavidad en posición retro-muscular profunda. La duración de la hospitalización es entre 1 y 3 días.
El dolor posoperatorio se trata con antiinflamatorios. El seguimiento consiste en un apósito durante 8 días y una malla de contención durante 1 mes. Se puede retomar el trabajo después de 15 días y el deporte después de 3 meses.

### Taulinoplastia
Técnica poco invasiva, por tratarse de un método extratorácico en el que se utiliza un implante. Fue practicada por primera vez en 2012 en el Servicio de Cirugía Pediátrica de la Corporación Sanitaria Parc Taulí.[cita requerida]

### Comparación de las técnicas reparadoras
La comparación entre las técnicas reparadoras de Ravitch y Nuss mediante un metaanálisis permite concluir que no hay diferencias significativas entre ambos procedimientos en cuanto a las complicaciones posteriores, duración de la estancia hospitalaria y periodo ambulatorio. Sin embargo, el índice de reoperación, de hemotórax y neumotórax fue mayor en la técnica Nuss por comparación con a técnica Ravitch. Finalmente, hay que indicar que no hay estudios sobre la satisfacción de los pacientes sometidos a ambos procedimientos.
La técnica de Taulinoplastia ofrece la gran ventaja de que no hay riesgo de afectar los órganos internos.